# Get Skitnight
Get Skitnight – nazwa trzeciego albumu amerykańskiego zespołu The Donnas.

## Lista utworów
1. „Skintight” (The Donnas) – 2:36
2. „Hyperactive” (The Donnas) – 2:15
3. „You Don't Wanna Call” (The Donnas) – 4:01
4. „Hook It Up” (The Donnas) – 2:36
5. „Doin' Donuts” (The Donnas) – 1:36
6. „Searching the Streets” (The Donnas) – 2:58
7. „Party Action” (The Donnas) – 2:22
8. „I Didn't Like You Anyway” (The Donnas) – 3:57
9. „Get Outta My Room” (The Donnas) – 2:21
10. „Well Done” (The Donnas) – 2:35
11. „Get You Alone” (The Donnas) – 2:21
12. „Hot Boxin'” (The Donnas) – 2:31
13. „Too Fast for Love” (Sixx) – 3:29
14. „Zero” (The Donnas) – 2:28